# Konopiště
Konopiště je romantický zámek v okrese Benešov ve Středočeském kraji, čtyřicet kilometrů jihovýchodně od Prahy. Stojí asi dva kilometry západně od benešovského centra. Dnes je znám především jako hlavní a poslední sídlo následníka trůnu rakousko-uherského, arcivévody Františka Ferdinanda d'Este a jeho manželky Žofie Chotkové, jehož zavraždění v Sarajevu bylo záminkou zahájení první světové války. Areál je dnes chráněn jako národní kulturní památka. Je ve vlastnictví státu (správu zajišťuje Národní památkový ústav) a je přístupný veřejnosti.

## Historie
Hrad byl založen na ostrohu nad Zámeckým rybníkem nedaleko Benešova. Předpokládá se, že původní gotický hrad byl založen koncem 13. století, nejpravděpodobněji kolem roku 1294. Za jeho zakladatele byl často považován pražský biskup Tobiáš z Benešova, rádce krále Václava II., přední reprezentant rodu erbu zavinuté střely a vlivná politická osobnost období po smrti krále Přemysla Otakara II. Jiní autoři uvažovali o královské fundaci. Jednoznačná odpověď na otázku datace a zakladatele hradu však dodnes neexistuje a jednotlivé názory se pohybují v rovině hypotéz či domněnek.

### Rod Benešoviců
Prvními doloženými majiteli hradu jsou příslušníci rodu Benešoviců, v jejichž predikátu se také hrad Konopiště poprvé objevuje v písemných pramenech a to v roce 1318. Jeho majiteli tehdy byli Beneš a Dobeš z rodu Benešoviců. Benešovici sídlili na Konopišti jen do vymření rodu v roce 1327, kdy je vystřídali páni ze Šternberka, vládnoucí hradu až do roku 1590.

### Rod Šternberků
Šternberkové, nástupci Benešoviců, patřili ve své konopišťské větvi k předním katolickým rodům země. Petr ze Šternberka, pán na Konopišti a Českém Šternberku, s husity válčil až do své smrti roku 1420 v bitvě u Vyšehradu. Známou osobností byl zejména Zdeněk Konopišťský ze Šternberka, držící Konopiště od roku 1440. Zprvu stoupenec Jiřího z Poděbrad se stal hlavní osobností odbojné Jednoty zelenohorské proti králi. Když se Jiří rozhodl zlomit vojenskou moc katolické šlechty silou, zahájil v dubnu 1467 proti stoupencům Matyáše Korvína drtivou ofenzivu. Její součástí bylo obležení nejvýznamnějších pevností Jednoty zelenohorské (včetně šternberských hradů – Český Šternberk, Konopiště, Kostelec, Leštno[zdroj?]) – které byly postupně jedna za druhou likvidovány. Nejdéle dokázalo vzdorovat Konopiště, jehož dlouhé osmnáctiměsíční obležení je raritou v dějinách našeho středověkého válečnictví. Silou se hrad dobýt přesto nepodařilo, jeho posádka se vzdala pro nedostatek potravin v prosinci 1468. Velitelem obléhání byl Zdeněk Kostka z Postupic. Potomci Zdeňka ze Šternberka hrad získali zpět až roku 1479. Od té doby drželi hrad nepřetržitě až do roku 1590.
V roce 1602 požádal zemský soud o komisionální prodej panství, na němž vázlo přes 86 tisíc kop grošů míšeňských. 18. října 1603 koupila panství Konopiště Dorota Hodějovská z Harasova za 110 tisíc kop grošů míšeňských.

### Období pobělohorské

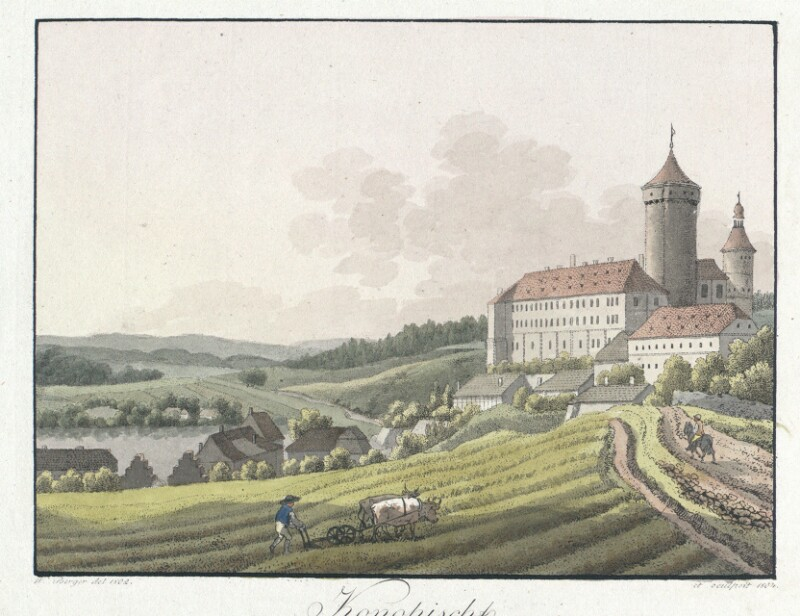
Zámek Konopiště před novogotickou přestavbou, rytina Václava Aloise Bergera z roku 1804

Počátkem 17. století hrad držela protestantská rytířská rodina Hodějovských z Hodějova, kteří z Konopiště učinili hlavní sídlo svého panství. Bernard Hodějovský byl předním činitelem protihabsburského povstání v letech 1618-1620, na hradě tehdy jednou pobýval i zimní král Fridrich Falcký. Po porážce hrad a panství připadly stoupencům císaře. Konopiště koupil Albrecht z Valdštejna v roce 1623 za 65 000 zlatých rýnských a od něj ho odkoupil Pavel Michna z Vacínova, v obou případech typičtí zbohatlíci, bezohledně těžící z pobělohorských konfiskací majetku nekatolické šlechty. Poté hrad drželi Vrtbové z Vrtby, Lobkovicové a další.

### Rod Habsburg-d'Este - současnost

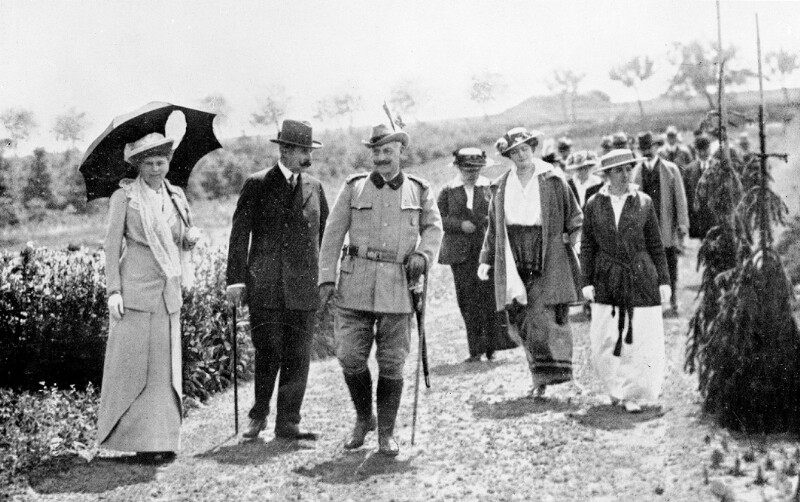
Arcivévoda s chotí provázejí císaře Viléma II. po zahradě konopišťského zámku. Fotografie z 12. června 1914, dva týdny před atentátem v Sarajevu.

V roce 1887 koupil zámek s celým panstvím od křimických Lobkoviců František Ferdinand d'Este, od roku 1896 následník císařského trůnu. Zavedl na zámek vodovod a elektřinu. Na zámek také nechal nainstalovat hydraulický výtah . Po první světové válce byl na základě zvláštního zákona z roku 1921 zkonfiskován majetek Habsburků a zámek i s parkem připadl československému státu. Následně byl zčásti zpřístupněn veřejnosti.
Za druhé světové války byl v Konopišti umístěn hlavní štáb jednotek SS pod velením SS-Brigadeführera A. Karasche. Tyto jednotky byly součástí tankové divize SS-Totenkopf.
Po osvobození v roce 1945 bylo Konopiště znovu zpřístupněno veřejnosti. Zámek se do dnešní doby zachoval v podobě, jakou dostal při poslední přestavbě za arcivévody Františka Ferdinanda d'Este. Také vnitřní vybavení zůstalo v co největší míře stejné, jako za doby, kdy zámek obýval následník trůnu s rodinou.
Podle zprávy Ministerstva kultury se každoročně vydává více než 13 a půl milionu korun na údržbu objektu, a velkou část z těchto nákladů získává ze vstupného a pronájmu prostor.
V současné době vznáší hraběnka Žofie Gudenusová, rozená Nostitz-Rienecková (* 4. červen 1929 Vídeň), vnučka arcivévody Františka Ferdinanda, restituční nárok na zámek za rodinu Hohenbergů, která nikdy nebyla uznána jako součást habsbursko-lotrinského rodu, na základě výnosu podle Článku 208 smlouvy ze Saint Germain, a podle Článku 3 zákona 354 1921 Sb. v Československu, se na ně nevztahuje. V prosinci 2000 rodina vznesla nárok u soudu v Benešově na zámek včetně nemovitostí a inventáře, lesy a pivovar.

### Přehled majitelů zámku v datech
- do 1590 Šternberkové
- 1590–1603 Arkleb z Kunovic
- 1603–1623 Hodějovští z Hodějova
- 1623 Albrecht z Valdštejna
- 1623–1673 Michnové z Vacínova
- 1673–1701 Jiří Ludvík ze Sinzedorfu
- 1701–1716 František Karel Přehořovský z Kvasejovic
- 1716–1830 páni z Vrtby
- 1830–1887 Lobkovicové
- 1887–1914 František Ferdinand d’Este

## Architektonický vývoj

### Období gotiky
Objekt dnešního zámku v sobě uchovává přes všechny změny původně raně gotickou podobu hradu typu kastelu. Obdélníkový půdorys byl rozdělen příčnou hradbou na dvě nádvoří, východní zvýšená část obsahovala dvě paralelní podélná palácová křídla, přistavěná k obvodové hradbě na severu a jihu, západní část obsahovala vstupní bránu. Obě užší čela hradu chránila dvojice mohutných okrouhlých bergfritů, z nichž se už v plné výši uplatňuje pouze východní. Všechna čtyři nároží byla zajištěna menšími flankovacími věžemi okrouhlého půdorysu a mimo to se dochovaly pozůstatky další věže ve středu severní fronty. Hrad měl tedy minimálně sedm věží. Z jejich kruhového půdorysu vystupovaly subtilní schodišťové vížky, u severní věže dokonce dvě, které jsou konopišťskou zvláštností.
Hrad obklopoval parkán a mohutný oboustranně vyzděný příkop. Dokladem kamenické práce nejstarší raně gotické fáze z konce 13. století jsou lomená podvojná okénka, druhotně osazená v koutovém rizalitu bývalého prvního nádvoří a v obvodové zdi východního bergfritu.

### Období pozdní gotiky a renesance
Z pozdně gotické přestavby se dochovaly sklípkové klenby v severním paláci vnitřního hradu. V prvním patře jde o dvě komnaty s goticko-renesančními okny z doby restaurace hradu. Kaple ve druhém patře je sklenuta čtyřmi poli sklípkové klenby, jež je však pokryta mladší, rušivě působící malbou. Klenbu téhož typu má i sousední oratoř. Vzorec klenby tvořené čtyřcípými hvězdicemi se síťovými spojkami odpovídá druhému desetiletí 16. století. Okna kaple nejsou původním stará vyobrazení dokládají pozdně gotická okna záclonová. Na dnešním druhém nádvoří jsou v obvodových zdech palácových křídel osazeny renesanční reliéfní desky a náhrobní kámen.

### Období baroka a rokoka

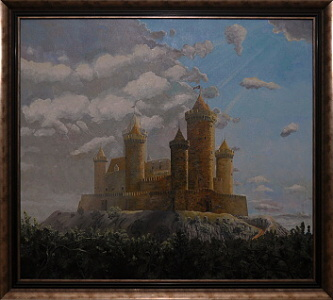
Zámek Konopiště, olej na plátně (91 x 82 cm), L. Herc, Archive Central-European Castle, Lucemburk

Vzhled interiéru hradu znatelně pozměnily mladší zámecké úpravy. Exteriér utrpěl především razantní barokní přestavbou, která přeložila vstupní bránu ze západní strany na východní, a výškovým sjednocením křídel a věží připravila Konopiště o jeho charakteristickou členitou siluetu a někdejší malebnost. Vrtbové, držící Konopiště od roku 1716, však angažovali na reprezentační výzdobu svého sídla přední umělce té doby. Novou barokní bránu vytvořil v roce 1725 pro Jana Josefa z Vrtby architekt František Maxmilián Kaňka a její sochařskou výzdobu provedl Matyáš Bernard Braun. Oltáře v zámecké kapli a výzdoba krbů v jídelně jsou dílem plzeňského řezbáře Lazara Widmana.
Monumentální nástropní fresku v jídelně, tzv. Lobkovickém sále, maloval plzeňský malíř František Julius Lux pravděpodobně v letech 1749–1752. Složitá figurální kompozice, znázorňující olympské bohy v čele s Diem i s jejich početnými družinami, je současně alegorickým vyjádřením čtvera denních dob. Bakchanálie s ústřední postavou révou ověnčeného Bakcha, trůnícího na sudu, je alegorií odpoledne. Ve skupině postav, oddávajících se uvolněné atmosféře bujného veselí a proudícího vína, nechybí po Bakchově boku Faun, poloobnažené bakchantky, menády a další účastníci živě ztvárněného světského děje. Luxova konopišťská freska, vytvořená na objednávku Františka Václava z Vrtby, je považována za jeden z nejvýraznějších projevů rokokové malby v Čechách.

### Období novogotiky

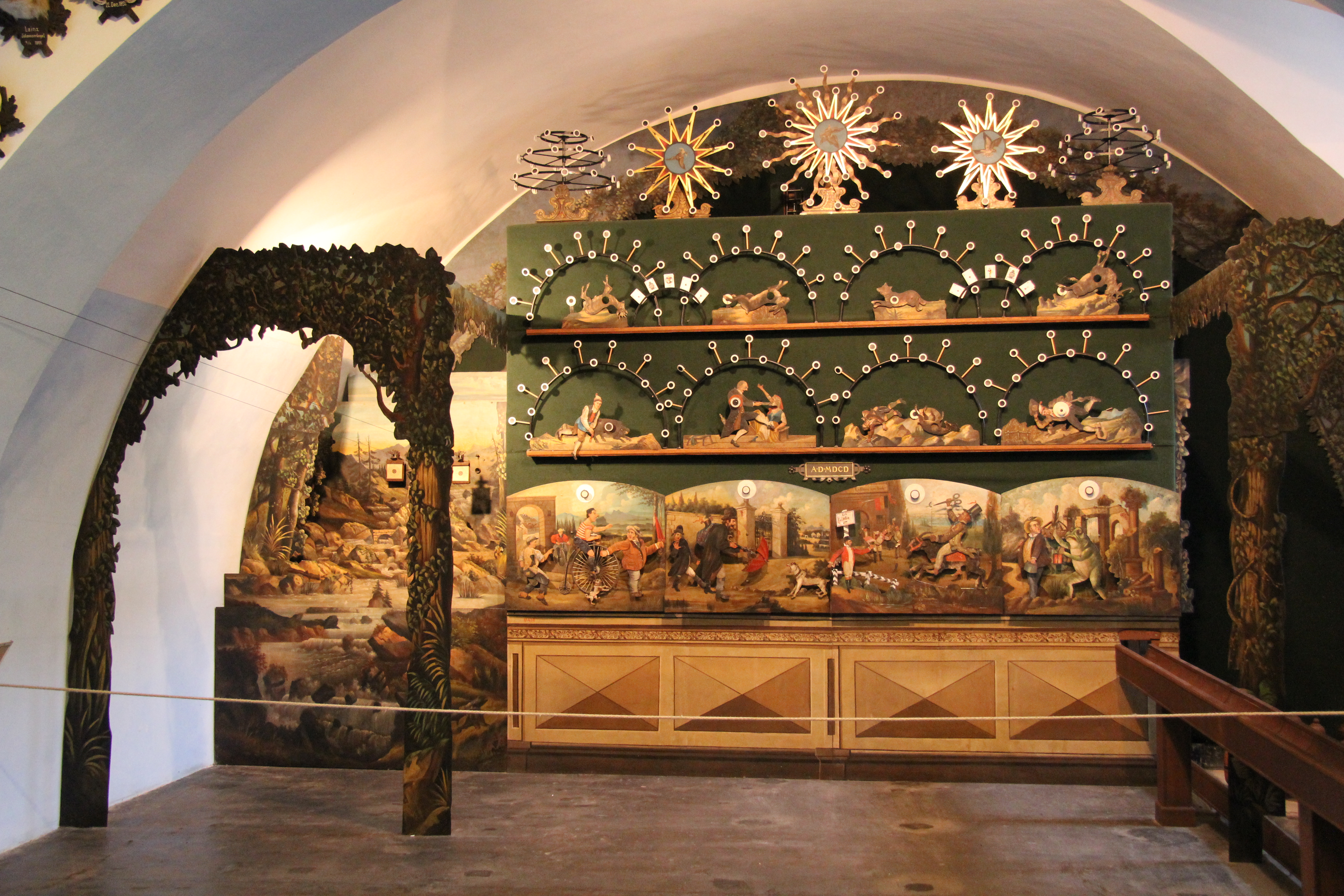
Zámecká střelnice

Nejnovější průzkum plánové a ikonografické dokumentace zámku ukázal, že Konopiště prošlo novogotickou přestavbou již za časů Lobkoviců, zatímco doposud se mělo za to, že k přestavbě v historizujícím slohu došlo až na podnět Františka Ferdinanda d´Este v 90. letech 19. století. První novogotická přestavba proběhla někdy před rokem 1872. Jejím výsledkem bylo mimo jiné zakončení nárožních věží polygonálními ochozy s okny ve tvaru klíčové střílny. František Ferdinand d´Este tak v roce 1887 kupoval zámek již přestavěný v romantizujícím duchu.
Architekt Josef Mocker uskutečnil druhou novogotickou přestavbu v letech 90. letech 19. století pro následníka trůnu Františka Ferdinanda d’Este. Ta v mnohém nerespektovala jak první novogotickou úpravu, tak ani mnohé původní gotické či pozdně gotické konstrukce (např. ochoz na Velké východní věži). Interiéry navrhoval František Schmoranz. Počátkem 20. století ještě bylo připojeno knihovní křídlo podle Walchera z Moltheimu.
Z bohatých zámeckých sbírek Konopiště, pocházejících z majetku rodu Este, je proslulá zejména vynikající kolekce historických zbraní a zbroje, do kategorie kuriozit patří rovněž velmi rozsáhlá sbírka mysliveckých trofejí. Je více než 300 000 trofejí zvěře skolené arcivévodou Františkem Ferdinandem. Pozornost si zasluhuje také evropsky cenná zbrojnice, umístěná ve velkém sále třetího patra severního paláce bývalého vnitřního hradu. Sbírka je výjimečná především zastoupením italských platnéřských výrobků – honosných zbrojí ze 16. století, ale i palných zbraní 16.–18. století jihoevropské, západoevropské, ale též orientální provenience.
Přestavby 18. a 19. století proměnily Konopiště v zámek. Většina středoevropských interiérů tehdy vzala za své, ale základní dispoziční schéma tohoto výjimečného hradu zůstalo v hrubých rysech uchováno.

### Zámecký park

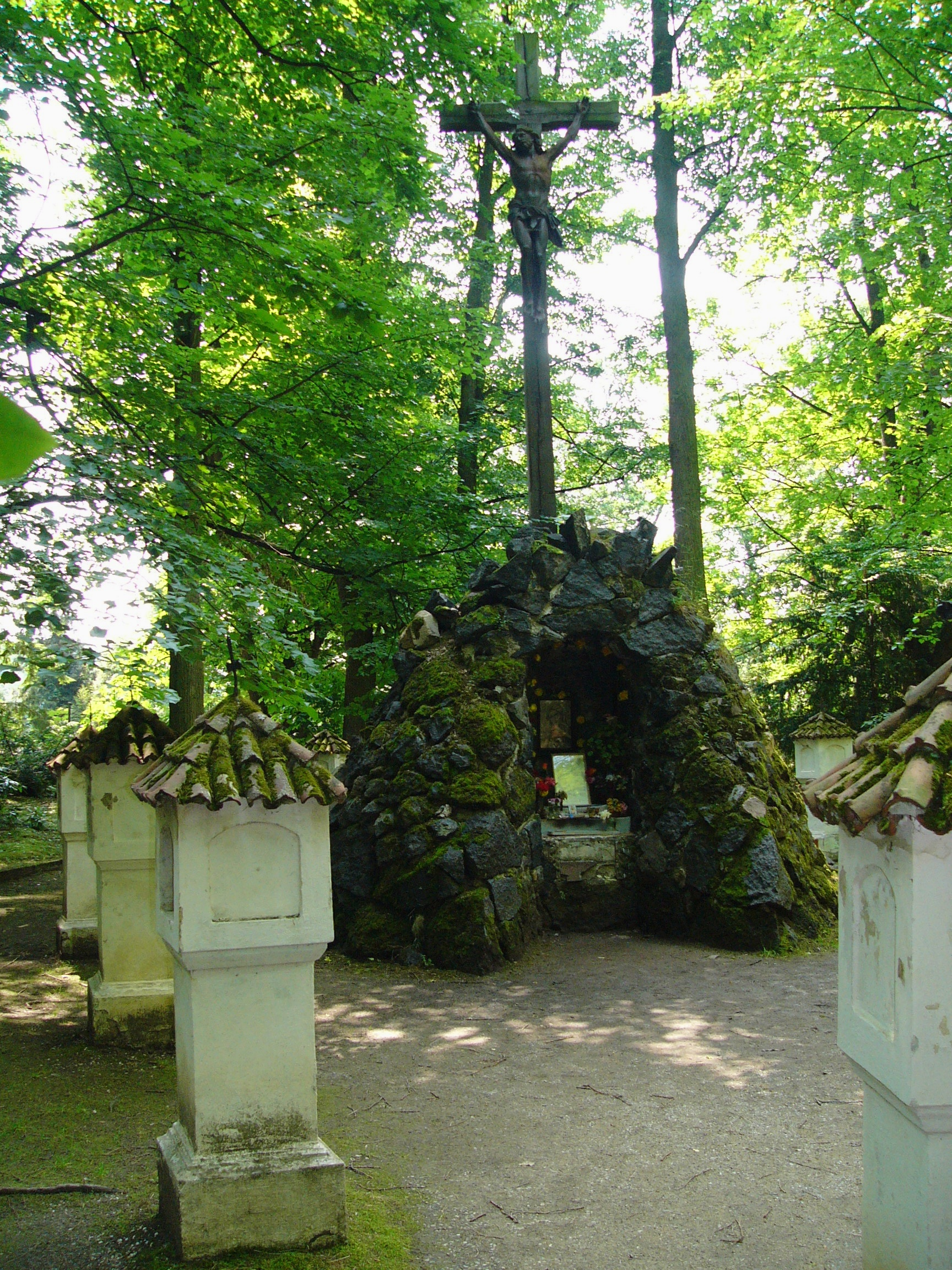
Křížová cesta s Lurdskou jeskyní

Přírodně krajinářský park o rozloze 340 ha nechal u Konopiště zřídit František Ferdinand d’Este po roce 1887, k jeho hlavním tvůrcům patřili vídeňský zahradní architekt Mösmer a vrchní zahradník z pražské Královské obory (Stromovky) Karel Rozínek.
V areálu parku je místní zajímavostí tzv. Svatojiřské muzeum, obsahující četná umělecká díla s námětem sv. Jiří. Rozlehlý krajinářský park o výměře více než 225 hektarů doplňuje růžová zahrada. Její součástí je i památná Křížová cesta, kterou roku 1775 dala postavit hraběnka O´Kellyová po vzpouře sedláků. Křížová cesta se nachází u hlavní zámecké cesty a tvoří ji čtrnáct kamenných hranolů s vrcholovou kaplí se stříškou, postavených do kruhu kolem kamenné Lurdské jeskyně s Ukřižovaným Kristem. Kříž a jeskyně stojí na místě původní Kalvárie, která se nedochovala. Nechal je sem doplnit František Ferdinand na připomínku své návštěvy v Lurdech roku 1905.

## Další zajímavosti
V souvislosti se středověkou kapitolou dějin Konopiště je třeba připomenout ještě jednu unikátní archeologickou památku – soubor terénních pozůstatků zaniklých středověkých ležení z let 1467–1468. Najdeme je ve třech polohách, ve vzdálenosti 600 až 700 metrů od hradu. Systém obléhacích postavení kolem Konopiště je dokladem dlouhodobé poziční války, jejímž cílem bylo obleženou pevnost ohrožovat střelbou, ale zejména dokonale uzavřít a zabránit tak zásobování hradní posádky a hrad „vyležet“. Tato taktika byla nakonec úspěšná, jak víme ze svědectví písemných pramenů.

### Hradní medvědi
| Rok  | Počet návštěvníků |
| ---- | ----------------- |
| 2015 | 137 453           |
| 2016 | 150 947           |
| 2017 | 173 870           |
| 2018 | 161 172           |

Před východní vstupní branou se nachází přehrazený hradní příkop ve kterém pobýval medvěd Kazimír (narozen ve vratislavské zoologické zahradě 5.1.1987). Jeho družka Máša (* 1986) pocházela z bratislavské zoo, avšak uhynula v květnu 2007. Dle některých periodik mělo být příčinou jejího úhynu jablko s hřebíky, které jí potrhalo vnitřnosti. To je však omyl, neboť tento osud potkal v polovině 70. let jednu z předchozích obyvatelek medvědího příkopu – medvědici Zuzanu. Dle zástupců zámku Konopiště zemřela na neupřesněnou nemoc. V noci z 1. na 2. února 2011 zemřel Kazimír ve spánku ve věku 24 let. Dne 10. května 2011 dorazil ze zlínské zoo nový medvěd – Brumbas, který byl však záhy překřtěn na Jiřího. K tomuto medvědu hledá správa zámku novou medvědici v ČR i v zahraničí. Je to však dosti obtížný úkol, neboť medvěd ušatý pochází z oblasti východní a jihovýchodní Asie a v Evropě je poměrně vzácný.
Po zámku pojmenovali podle grafikonu 2012/3 vlaky R 642 a 643 Konopiště z Českých Budějovic do Prahy a zpět. Vlaky tento název používaly do prosince 2018.

## Galerie

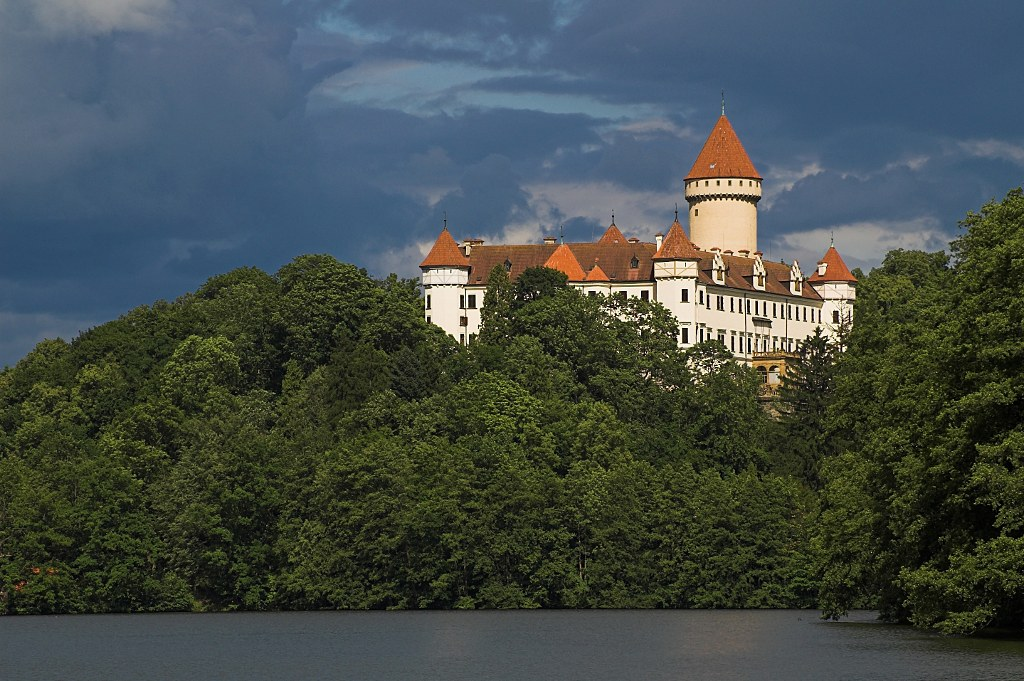
pohled od západu
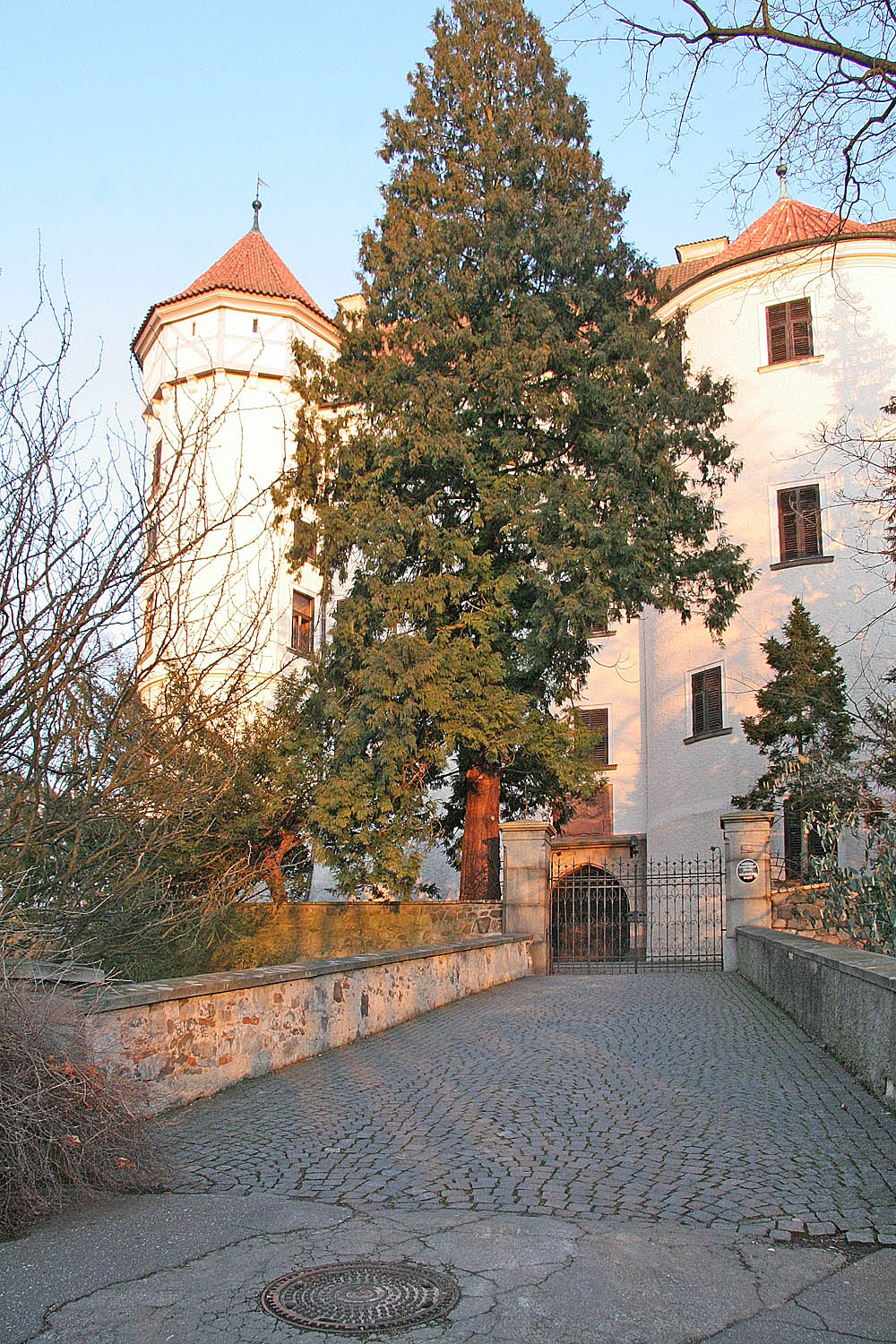
vstupní brána zámku Konopiště
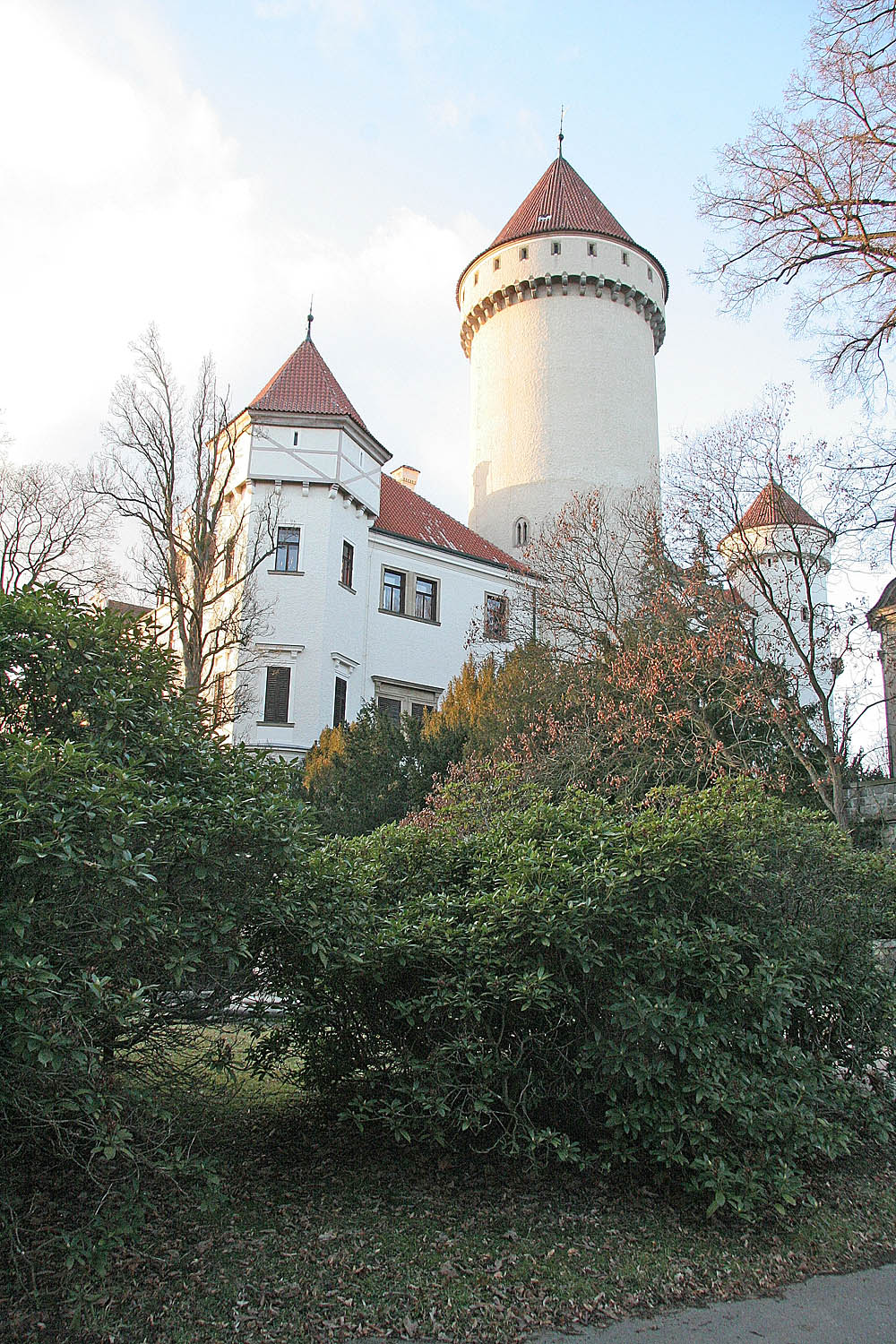
Zámek Konopiště
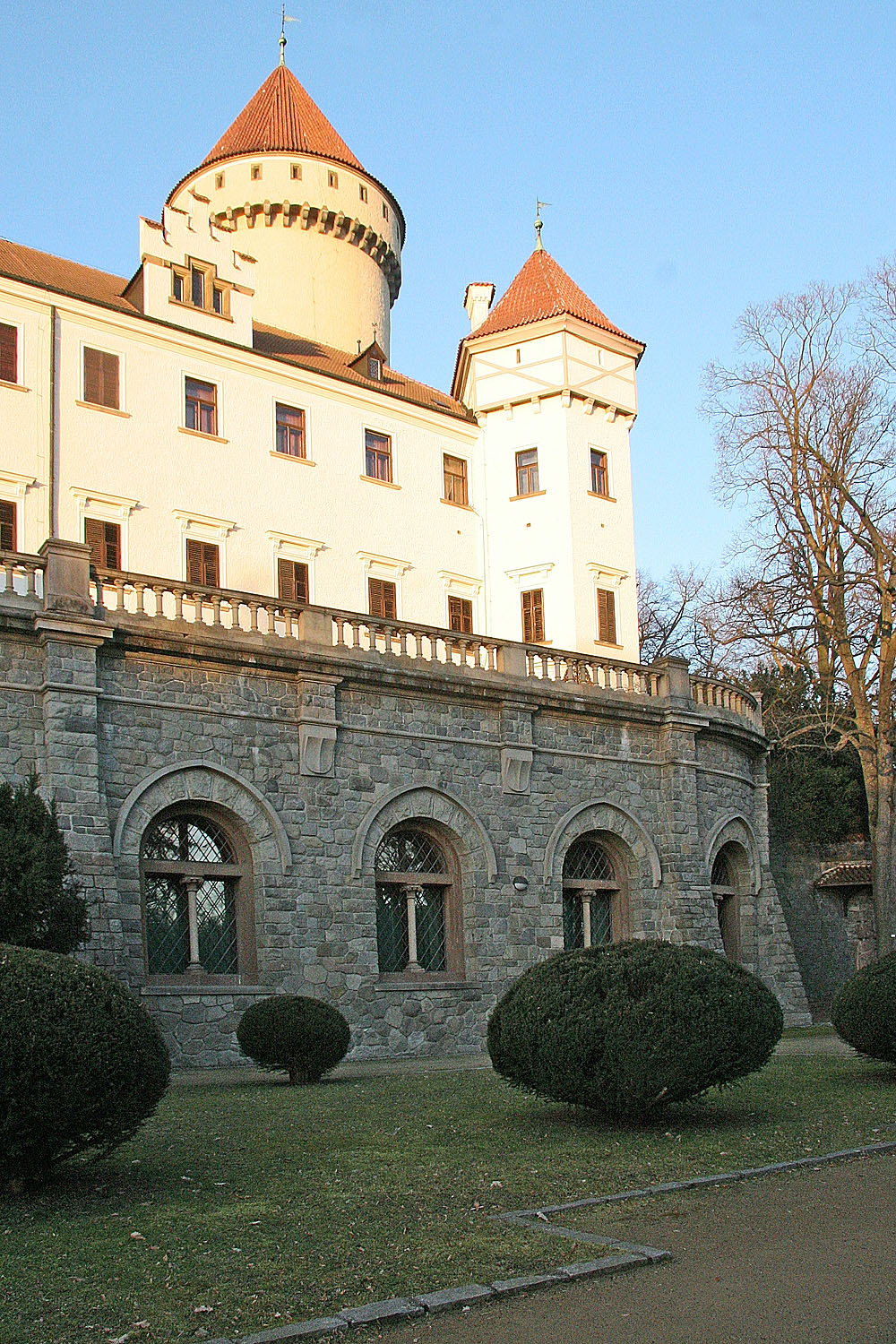
Zámek Konopiště
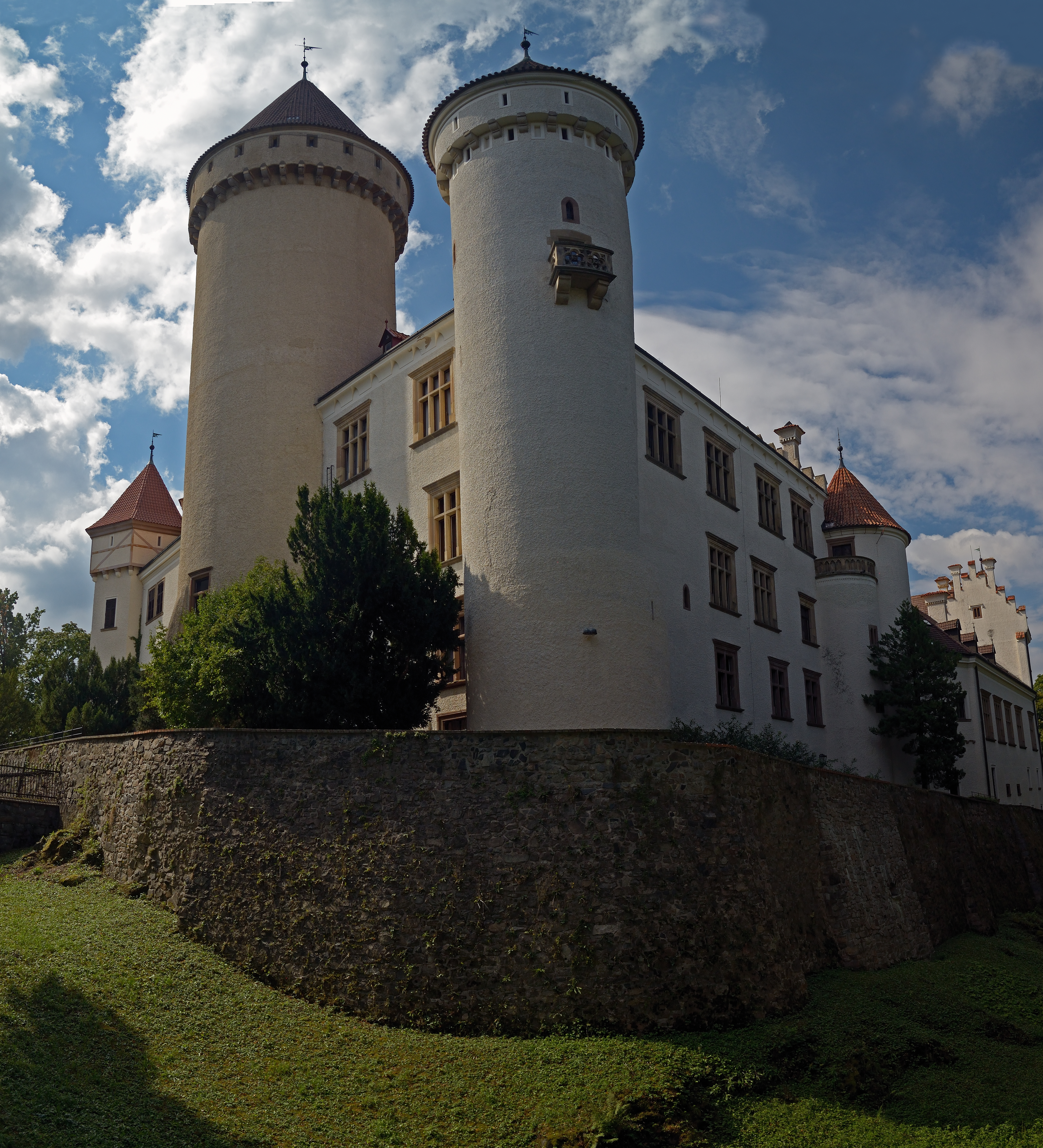
Zámecká věž
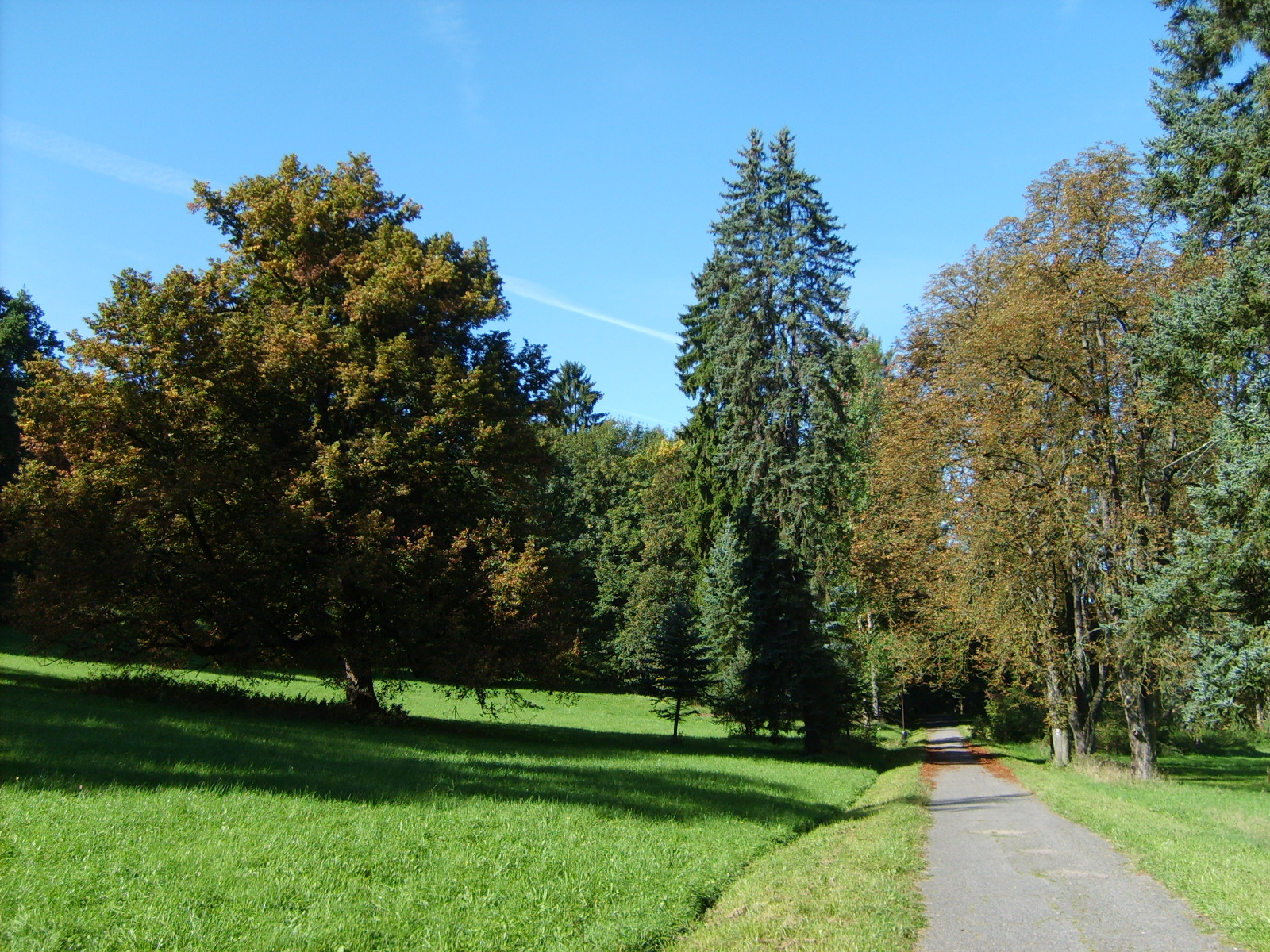
zámecký park na Konopišti